# Kyocera Kyotronic 85
Kyocera Kyotronic 85 (Kyotronic 85) је био преносиви рачунар, производ фирме Kyocera који је почео да се израђује у Јапану током 1983. године.
Користио је Intel 80C85 CMOS као централни микропроцесор а RAM меморија рачунара Kyotronic 85 је имала капацитет од 8 до 32 KB. 

## Детаљни подаци
Детаљнији подаци о рачунару Kyotronic 85 су дати у табели испод.
|                       |                                                                             |
| [ 1 ]                 |                                                                             |
| Произвођач            |                                                                             |
| Тип                   | преносиви рачунар                                                           |
| Меморија              | 8 до 32 KB                                                                  |
| Поријекло             | Јапан                                                                       |
| Година                | 1983                                                                        |
| Тастатура             | стил писаће машине, 72 тастера са 16 функцијских тастера и 4 тастера смјера |
| Процесор              |                                                                             |
| Фреквенција процесора | 2,4                                                                         |
| RAM                   | 8 до 32 KB                                                                  |
| ROM                   | 32 KB                                                                       |
| Текст                 | 40 стубова x 8 линија                                                       |
| Графика               | 240 x 64 тачака                                                             |
| Боја                  | једна боја                                                                  |
| Звук                  | мали звучник                                                                |
| Димензије             | 28 (ширина) x 21,6 (дубина) x 5 (дубина)                                    |
| Портови               |                                                                             |
| Оперативни систем     |                                                                             |